# (4976) Choukyongchol
(4976) Choukyongchol es un asteroide perteneciente al cinturón de asteroides, descubierto el 9 de agosto de 1991 por Kazuro Watanabe desde la JCPM Sapporo Station, Sapporo, Japón.

## Designación y nombre
Designado provisionalmente como 1991 PM. Fue nombrado Choukyongchol en honor al astrónomo coreano Kyong Chol Chou que trabajó en la NASA y el Observatorio Naval de Estados Unidos.

## Características orbitales
Choukyongchol está situado a una distancia media del Sol de 3,022 ua, pudiendo alejarse hasta 3,324 ua y acercarse hasta 2,719 ua. Su excentricidad es 0,100 y la inclinación orbital 8,622 grados. Emplea 1919 días en completar una órbita alrededor del Sol.

## Características físicas
La magnitud absoluta de Choukyongchol es 11,6. Tiene 16,93 km de diámetro y su albedo se estima en 0,186.